# جان بیلی مکینتوش
جان بیلی مکینتوش (انگلیسی: John Baillie McIntosh; ۶ ژوئن ۱۸۲۹ – ۲۹ ژوئن ۱۸۸۸) فرد نظامی اهل ایالات متحده آمریکا بود.